# Pablo Alborán
Pablo Alborán, nato Pablo Moreno de Alborán Ferrándiz (Malaga, 31 maggio 1989), è un cantautore spagnolo.
Ha ricevuto una nomination al Latin Grammy Awards.

## Biografia
Figlio dell'architetto Salvador Moreno de Alborán Peralta di Malaga e Elena Ferrándiz Martínez, Pablo Alborán ha composto le sue prime canzoni quando aveva 12 anni, Amor de Barrio e Desencuentro che è inclusa nel suo album di debutto.
Inizialmente cantava con un gruppo di flamenco in un ristorante a Málaga, dopo alcuni anni ha conosciuto il produttore Manuel Illán. Ha registrato un demo nel quale è inclusa una cover di Deja de volverme loca di Diana Navarro. Grazie a Illán questa versione è stata ascoltata da Diana, che ha dimostrato un grande interesse per il giovane ed è diventata la mentore di Pablo.
Pablo ha preparato quaranta canzoni per il processo di selezione della musica per il suo primo album. Durante questa fase Pablo ha caricato alcune delle sue canzoni su YouTube per conoscere le opinioni del pubblico. Così, è stato ascoltato da molti, tra cui la cantante Kelly Rowland che è stata sorpresa dalla sua voce. Da allora Paolo Alborán si affida alle reti sociali come metodo principale di promozione.
Nell'ottobre 2010 è stato pubblicato il suo primo singolo digitale in Spagna, Solamente tú. Il 1º febbraio 2011 è uscito il suo primo album Pablo Alborán, che subito dopo il lancio è stato un successo e leader della classifica di vendite per molte settimane consecutive.
Il 17 giugno 2020 ha fatto coming out attraverso il suo profilo Instagram, rivelando la propria omosessualità.

## Discografia

### Album in studio
- 2011 - Pablo Alborán
- 2012 - Tanto
- 2014 - Terral
- 2017 - Prometo
- 2020 - Vértigo
- 2022 - La Cuarta Hoja

### Live
- 2011 - En acústico

### Singoli
- 2010 - Solamente tú
- 2011 - Miedo
- 2011 - Perdóname
- 2012 - Te he echado de menos
- 2012 - Tanto
- 2012 - El beso
- 2013 - Donde está el amor
- 2013 - Extasis
- 2014 - Por fin
- 2014 - Pasos de cero
- 2015 - Recuerdame
- 2017 - No vaya a ser
- 2018 - Tú refugio
- 2019 - Tabú (con Ava Max)
- 2020 - Si hubieras querido
- 2022 - Carretera y manta
- 2022 - Amigos (con María Becerra)
- 2022 - Ave de paso (con Ana Mena)